# Ту-128
Ту-128 (самолёт «И», по кодификации НАТО: Fiddler — «Уличный скрипач») — советский тяжёлый двухместный барражирующий перехватчик ПВО, самолёт-носитель в составе авиационно-ракетного комплекса дальнего перехвата Ту-128С-4.

## История создания
В 1950-х годах перед руководством СССР остро стояла проблема воздушного прикрытия от сил вероятного противника огромной территории страны. В системе ПВО страны стали появляться зенитно-ракетные комплексы типа С-25 и С-75, но имеющиеся возможности позволяли разворачивать их только вблизи больших  городов и важнейших объектов. В авиационные части ПВО стали поступать истребители-перехватчики МиГ-17ПФУ и Як-25, затем появились МиГ-19ПМ и Су-9, Су-11 и Як-28. Но эти самолёты имели недостаточно большой радиус действия и обеспечивали только объектовое прикрытие, а необходимо было прикрывать тысячи километров воздушной границы, что было особенно актуально в малонаселённых районах Сибири и Дальнего Востока.
В 1954 году ОКБ-301 С. А. Лавочкина получило техническое задание на разработку дальнего перехватчика. Была проработана концепция авиационно-ракетного комплекса, в которой перехватчик теперь рассматривался как составная часть единой системы, состоявшей из самолёта-носителя, ракет класса «воздух-воздух», бортовых радиолокационных средств обнаружения и наведения, а также наземных радиотехнических средств. Однако трудности создания машины и ряд неудач вынудили закрыть программу Ла-250 в 1960 году. 
Ещё на этапе испытаний комплекса Ла-250К-15, в 1957 году в ОКБ-156 А. Н. Туполева приехал командующий авиацией ПВО маршал Е. Я. Савицкий, и попросил заняться проектом тяжёлого перехватчика (ввиду неудач программы Ла-250), взяв за основу разработанный опытный бомбардировщик «98».
Разработка эскизного проекта самолёта и изучение боевых возможностей, в целом, велись под руководством ведущего инженера по самолёту и комплексу В. Бабанова, общее руководство осуществлялось С. М. Егером. Общая конфигурация самолёта была близка к проектам «98» и «122».
Через год проектных работ тему одобрил заказчик и 4 июня 1958 года вышло постановление ЦК КПСС и Совмина СССР № 608-293, а вслед за ним — № 1013-482 от 28 августа, о создании авиационно-ракетного комплекса ПВО Ту-28-80. 
В июне 1959 года заказчику предъявили эскизный проект. 
В январе 1960 года состоялась макетная комиссия. 
Работы в ОКБ-156 велись под шифром «самолёт 128». 
Были созданы также всеракусные ракеты К-80, новая РЛС «Смерч». Для лётных испытаний в КБ были переоборудованы в летающие лаборатории самолёты «98ЛЛ» и Ту-104ЛЛ.
Строительство первой опытной машины велось в течение первого полугодия 1960 года. Опытный перехватчик «128» передали на заводские испытания 23 января 1961 года. 18 марта был выполнен первый полёт, 24 апреля впервые достигнута сверхзвуковая скорость. С конца 1959 года, параллельно с постройкой опытного самолёта, не ожидая результатов лётных испытаний, началось строительство четырёх серийных перехватчиков первой серии на Воронежском авиационном заводе.
20 марта 1962 года начались совместные государственные испытания, на которых участвовал первый предсерийный самолёт и четыре серийных. В общей сложности заводские и совместные государственные испытания, включая выполнение доводочных работ, продолжались 40 месяцев. За этот период, начиная с 18 марта 1961 года по 13 июля 1964 года было выполнено 799 полётов. 
12 декабря 1963 года приказом Министра обороны № 00134 было изменено официальное название комплекса, самолёта-носителя и ракет: комплекс стал называться Ту-128С-4, самолёт Ту-128, ракетам К-80 дали серийное обозначение Р-4Р и Р-4Т.
Постановлением ЦК КПСС и Совета Министров СССР за № 361-132 от 30 апреля 1965 года и приказом Министра обороны № 0040 от 8 июня этого же года комплекс Ту-128С-4 был принят на вооружение.
Постоянно велась модернизация конструкции, оборудования и вооружения самолёта. С 1970 года комплекс модернизируется в Ту-128С-4М (построено два новых самолёта, остальные дорабатывались на ремзаводах) с заменой РЛС РП-СМ «Смерч-М» и ракеты Р-4РМ и Р-4ТМ, добавлена возможность перехвата маловысотных целей. Изменения и доработки коснулись и другого оборудования. Самолёт получил шифр «изделие ИМ».
Ту-128УТ (изделие И-УТ) учебно-тренировочный вариант самолёта с дополнительной кабиной инструктора, смонтированной вместо РЛС «Смерч». Десять машин построено, ещё четыре переделаны из серийных.
Ту-128 2АЛ-7Ф-4Г — один серийный самолёт, переоборудованный под опытные двигатели АЛ-7Ф-4 и АЛ-7Ф-4Г. Ту-128 2РД-19Р2 - проект под перспективные двигатели. 

Ту-128ЛЛ 2ВД-19 — летающая лаборатория по программе Ту-28А.
Ту-28А — проект модернизации под двигатели ВД-19, ракеты К-80М и РЛС РП-СА «Смерч-А» или ракеты К-100 и РЛС «Гроза-100» (комплексы Ту-28А- 80 и Ту-28А-100).
Ту-128Б — проект фронтового бомбардировщика-ракетоносца.
Самолёты «138» и «148» — проекты глубокой модернизации, комплексы Ту-138-60, Ту-138-100, Ту-148-100 и Ту-148-33.
Всего было построено 188 машин.

## Конструкция
В конструкции самолёта и его оборудовании чётко видны традиции ОКБ-156, в частности, наследие от Ту-22.
Основные конструкционные материалы планера — алюминиевые сплавы Д-16 и В-95, стали 30ХГСА и 30ХГСНА, магниевый сплав Мл25-74.
Фюзеляж самолёта полумонококовой конструкции, выполненный с учётом правила площадей, состоял из четырёх основных частей: носовой, передней, средней и хвостовой. Носовая часть по 11-й шпангоут, состояла из трёх технологических самостоятельных отсеков: носового обтекателя, переднего отсека и гермокабины экипажа (гермошпангоуты №4 и №11).
Экипаж входил в кабину через открывающиеся вверх крышки фонаря. Кабины сделаны по бомбардировочной схеме: у командира корабля установлена не ручка управления, а  штурвальная колонка со штурвалом и тормозами на педалях.  Катапультные кресла КТ-1 (как на Ту-16), катапультировались в строгой очерёдности — сначала штурман, потом лётчик. Командир мог принудительно катапультировать штурмана.
Передняя часть от 11-го шпангоута до шпангоута №25, в ней размещались: ниша передней опоры шасси, технический отсек над нишей и боковые полукруглые воздухозаборники с подвижными электроуправляемыми конусами, регулирующими площадь входного сечения.
В средней части фюзеляжа (шпангоуты с № 25 по № 32), ниже строительной горизонтали фюзеляжа размещался центроплан крыла. Вдоль обоих бортов до шпангоута № 45 проходили воздушные каналы. По их бортам между шпангоутами № 26-27 и № 28-29 располагались створки дополнительного забора воздуха, открывавшиеся внутрь на угол 37 градусов. Двигатели установлены между шпангоутами № 45-49. Хвостовая часть фюзеляжа (шпангоуты № 49-57) включала форсажные камеры двигателей. В районе шпангоутов 53-57 устанавливались четыре воздухозаборника, обеспечивающие продув подкапотного пространства между форсажными камерами и обшивкой фюзеляжа.
Широкое низкорасположенное стреловидное крыло состояло из отсека центроплана, двух средних и двух отъёмных частей. В центроплане находились два мягких топливных бака, обе половины СЧК были герметичными кессонами. К ним крепились основные стойки шасси, механизмы их уборки и гондолы, а также пилоны подвески ракет. На верхней поверхности крыла имелось два аэродинамических гребня.

### Силовая установка
Два турбореактивных двигателя АЛ-7Ф-2 внутри фюзеляжа, серий 0, 1, 2, 4, 6 или 7 (различия в моторесурсе). Максимальная тяга двигателя на форсаже - 10100 кгс. Масса одного двигателя с навесными агрегатами - 2454 кг. Запуск осуществлялся при помощи турбостартера ТС-20Б, работающего на бензине Б-70. Управления двигателями осуществлялось тросовой проводкой, управление форсажем электрическое.
Каждый двигатель крепится в трёх точках. Отсеки двигателей разделены противопожарной перегородкой.
Воздухозаборники двигателей сверхзвуковые, в полёте нерегулируемые. Механизация состоит из подвижного конуса и створок подпитки. При взлёте конус находился в заднем положении, а створки подпитки открывались. После взлёта створки закрывались, а конус выдвигался вперёд и в этом положении оставался в течение всего полёта.
Самолёт имел две самостоятельные топливные системы (группы баков), каждая из которых обслуживала свой двигатель. Топливо размещалось в десяти фюзеляжных мягких баках и двух кессонных баках крыла. Полная заправка 15500 кг топлива марки ТС-1, Т-1 или РТ. В случае неравномерной выработки топлива имелся соединительный кран перекрестного питания. В случае отказа автоматической выработки топлива можно было перейти на ручную (по отзывам лётчиков, ручное управление топливной системой в полёте было очень сложное).

### Оборудование
На каждом двигателе устанавливался один генератор постоянного тока типа ГСР-18000М. Генераторы работали параллельно на общую сеть. В буфер генераторам включались аккумуляторные батареи 12САМ-23, обеспечивавшие автономный запуск двигателей и аварийный режим полёта. 
Для питания потребителей переменным током 115 В на каждом двигателе был установлен однофазный генератор нестабильной частоты 380-900 Гц типа СГО-12. Переменный однофазный ток стабильной частоты обеспечивали два электромашинных преобразователя типа ПО-4500. 
Ракеты Р-4 запитывались трёхфазным переменным током (208 В, 1000 Гц) от двух специальных преобразователей ПТ-1500С4. Два преобразователя ПТ-1000Ц (или ПТ-1500Ц) обеспечивали потребителей трёхфазным напряжением 36 В, 400 Гц. 
Для аварийного питания радиокомпаса АРК-10 и станции Р-832М применялся преобразователь ПО-500.
Пилотажно-навигационное оборудование Ту-128 обеспечивало самолётовождение днём и ночью, в сложных метеоусловиях. В его состав входили: пилотажно-навигационная система «Путь-4П» , курсовая система КС-6В, централь скорости и высоты ЦСВ-1М-1В, автопилот АП-7П, авиагоризонт АГД, навигационное вычислительное устройство НВУ-Б1, комбинированный указатель скорости и числа М УИСМ-И, указатель приборной скорости УС-1600, двухстрелочный высотомер ВДИ-ЗОК, комбинированный прибор ДА-200 (вариометр с указателем поворота и скольжения), указатель положения стабилизатора УПС-4, автомат углов атаки, скольжения и перегрузок АУАСП-9КР, указатель высоты и перепада давления УВПД-20, доплеровская навигационная система ДИСС «Стрела».
В комплект радионавигационного и радиосвязного оборудования входили: автоматический радиокомпас АРК-10, радиотехническая система ближней навигации РСБН-2СА, радиовысотомер малых высот РВ-УМ, маркерное радиоприёмное устройство МРП-56П, самолётное переговорное устройство СПУ-7, связная радиостанция РСБ-70-УС-8, командная радиостанция РСИУ-5В (или Р-832М). На Ту-128М радиосвязное оборудование было изменено и состояло из: самолётного переговорного устройства СПУ-7, связной радиостанции РСБ-70М (Р-807), командной радиостанции Р-832М, радиостанции Р-846. Система опознавания самолёта состояла из запросчика-ответчика госопознавания СПЗО-2М и ответчика СОД-57М.
Как предполагали западные специалисты, на опытном самолёте имелся большой встроенный радар, но заметная выпуклость на днище самолёта предназначалась для дополнительной контрольно-записывающей аппаратуры.
На самолёте была установлена РЛС система управления ракетным вооружением «Смерч-100», с радиусом обнаружения примерно 50 километров и захватом цели в 40 километрах. Благодаря большой дальности обнаружения самолёт мог действовать по перехвату цели как с наведением, так и самостоятельно. При автономных действиях требовались лишь отдельные данные о положении воздушных целей. Это позволяло применять его в районах, где не было систем автоматизированного наведения. Позже он часто летал в группе с самолётом ДРЛО, Ту-126.
Ту-128 был чистым перехватчиком с большой нагрузкой на крыло, простым оборудованием и плохим обзором, высокой массой и скромной манёвренностью. Самолёт предназначался для перехвата бомбардировщиков НАТО, таких как B-52 и не был рассчитан на манёвренный воздушный бой (предельная перегрузка — 2,5 G, также действовали ограничения по предельному крену).
Вооружением Ту-128 являлись четыре ракеты «воздух-воздух» Р-4. Обычной конфигурацией вооружения были две Р-4Р с полуактивным радарным наведением на внешних узлах подвески (пусковое устройство АПУ-128) и две Р-4Т (Р-4ТИ) с инфракрасным наведением на внутренних. После модернизации возможна была подвеска ракет Р-4МР и Р-4МТИ.

## Модификации
| Название модели           | Краткие характеристики, отличия. |
| ------------------------- | --- |
| Ту-28А                    | Проект модернизации под двигатели ВД-19, ракеты К-80М и РЛС РП-СА «Смерч-А» или ракеты К-100 и РЛС «Гроза-100» (комплексы Ту-28А- 80 и Ту-28А-100). |
| Ту-28П                    | Первый серийный вариант. |
| Ту-102                    | Прототип, построен всего один. |
| Опытный перехватчик «128» | Первый полёт 18 марта 1961 года. |
| Ту-128 2АЛ-7Ф-4Г          | Серийный самолёт, переоборудованный под опытные двигатели АЛ-7Ф-4 и АЛ-7Ф-4Г. |
| Ту-128 2РД-19Р2           | (Ту-128 2Р-15Б- 300, Ту-128 2РД-36-41) — проекты переоборудования Ту-128 под перспективные ТРД. |
| Ту-128Б                   | Проект модификации Ту-128 во фронтовой бомбардировщик-ракетоносец. |
| Ту-128ЛЛ 2ВД-19           | Летающая лаборатория, созданная для отработки новой силовой установки, по программе создания Ту-28А. |
| Ту-128М                   | (Самолёт «ИМ» — модернизированный самолёт с расширенными возможностями по перехвату маловысотных целей, элемент комплекса перехвата Ту-128С-4М (ракеты Р-4ТМ и РЛС РП-СМ «Смерч-М»), выпущено две серийных машины, остальные были переделаны в ходе модернизации машин, находившихся в эксплуатации. |
| Ту-128УТ                  | Учебный вариант с дополнительной передней кабиной на месте радара. Десять было построено и четыре переделаны из истребителей. |
| Самолёты Ту-138 и Ту-148  | Проекты глубокой модернизации Ту-128 (комплексы Ту-138-60, Ту-138-100, Ту-148- 100 и Ту-148-33). Проекты самолётов Ту-138 и Ту-148 хоть и продолжали логическое развитие идей, заложенных в Ту-128, но являлись самостоятельными разработками.                                                       |

## На вооружении
Самолёты типа Ту-128 стояли на вооружении шести полков ПВО. Для переучивания использовались пассажирские (учебные) самолёты Ту-124Ш, которые были введены в штат полков. В дальнейшем было поставлено промышленностью 14 самолётов Ту-128УТ.
В связи с большим взлётным весом самолёта в полках перехватчиков Ту-128 были приняты штаты бомбардировочной (тяжёлой) авиации и соответствующие должности — самолёт именовался кораблём, соответственно должность командира экипажа именовалась командиром корабля, с соответствующей оплатой. Технический экипаж: старший техник корабля, техник и два механика.
Полки в СССР, на вооружении которых стояли Ту-128:
- 356-й авиационный полк ПВО в/ч 54835, г. Семипалатинск, аэр. Жана-Семей. Эксплуатировал Ту-128 с 1968 по 1986 год, переучился на МиГ-31
- 350-й авиационный полк ПВО в/ч 65319, аэр. Белая, аэр. Братск
- 64-й авиационный полк ПВО в/ч 01297, аэр. Омск-Северный
- 72-й гвардейский авиационный полк ПВО в/ч 42135, аэр. Амдерма
- 518-й Берлинский авиационный полк ПВО в/ч 42192, Архангельск, аэр. Талаги
- 445-й истребительный авиационный полк «имени Ленинского Комсомола» в/ч 06984, аэр. Савватия (г. Котлас)

Две трети всех выпущенных самолётов оставались на службе в 1980-е годы. Эксплуатация Ту-128 со временем была прекращена с поступлением более новых самолётов, таких как МиГ-31, хотя несколько единиц были оставлены в строю вплоть до 1992 года.

## Боевое применение
Единственной боевой операцией Ту-128, преданной огласке, было уничтожение разведывательных зондов НАТО. В музее 64-го ИАП (2-я эскадрилья, Омск) есть упоминания о том, что в 1975 году лётчики этого полка на истребителях Ту-128 сбили над Казахстаном американский АДА (автоматический дрейфующий аэростат).

## Характеристики
⠀

### Технические характеристики
- Экипаж:
  - 2 человека:

командир корабля
штурман-оператор
- Размах крыла: 17,53 м
- Длина: 30,06 м
- Высота: 7,15 м
- Площадь крыла: 96,94 м²
- Масса:
  - пустого самолёта: 24 500 кг
  - нормальная взлётная: 40 000 кг
  - максимальная взлётная: 43 700 кг
- Масса топлива: 15 000 кг
- Двигатели:: 2× ТРД АЛ-7Ф-2 ОКБ А. М. Люльки
- максимальный бесфорсажный режим:  2× 6710 кгс
- максимальный форсажный режим:  2× 10100 кгс

### Лётные характеристики
- Скорость:
  - максимальная с четырьмя ракетами, км/ч: 1655
  - максимальная без нагрузки, км/ч: 1910
- Практическая дальность, км: 2565
- Практический потолок, м: 15 600

### Вооружение
- Ракетное вооружение: четыре ракеты класса «воздух — воздух» на внешней подвеске к консолям крыла
  - Р-4Р — две единицы с полуактивными радиолокационными головками самонаведения на наружных пусковых устройствах;
  - Р-4Т — две единицы с тепловыми головками самонаведения на внутренних пусковых устройствах.